# هان اوک-کیونگ
هان اوک-کیونگ (انگلیسی: Han Ok-kyung؛ زادهٔ ۲۷ سپتامبر ۱۹۶۵) بازیکن هاکی روی چمن اهل کره جنوبی بود.
از افتخارات وی میتوان به کسب مدال نقره در بازی‌های المپیک تابستانی ۱۹۸۸ اشاره کرد.